# Glacier Noir
Le glacier Noir est un glacier alpin, situé dans le département français des Hautes-Alpes. C’est un des plus grands glaciers du massif des Écrins avec ses 5,5 kilomètres de long, et ses 5,95 km2 (données de 1965).